# Norman Bassette
Norman Bassette (Arlon, 9 de noviembre de 2004) es un futbolista belga que juega en la demarcación de delantero para el Coventry City F. C. de la EFL Championship.

## Selección nacional
Tras jugar en las categorías inferiores de la selección, finalmente hizo su debut con la selección de fútbol de Bélgica en un partido de la Liga de Naciones de la UEFA 2024-25 contra Israel que finalizó con un resultado de 1-0 para el combinado israelí tras un gol de Yarden Shua.

## Clubes
| Club                    | País       | Año       | Partidos | Goles |
| ----------------------- | ---------- | --------- | -------- | ----- |
| S. M. Caen II           | Francia    | 2021-2023 | 26       | 10    |
| S. M. Caen              | Francia    | 2021-2023 | 15       | 1     |
| K. V. Mechelen (cedido) | Bélgica    | 2023-2024 | 23       | 5     |
| Coventry City F. C.     | Inglaterra | 2024-     | 29       | 2     |